# Lauf an der Pegnitz
Lauf an der Pegnitz is een gemeente in de Duitse deelstaat Beieren. Het is de Kreisstadt van het Landkreis Nürnberger Land.
Lauf an der Pegnitz telt 26.434 inwoners.

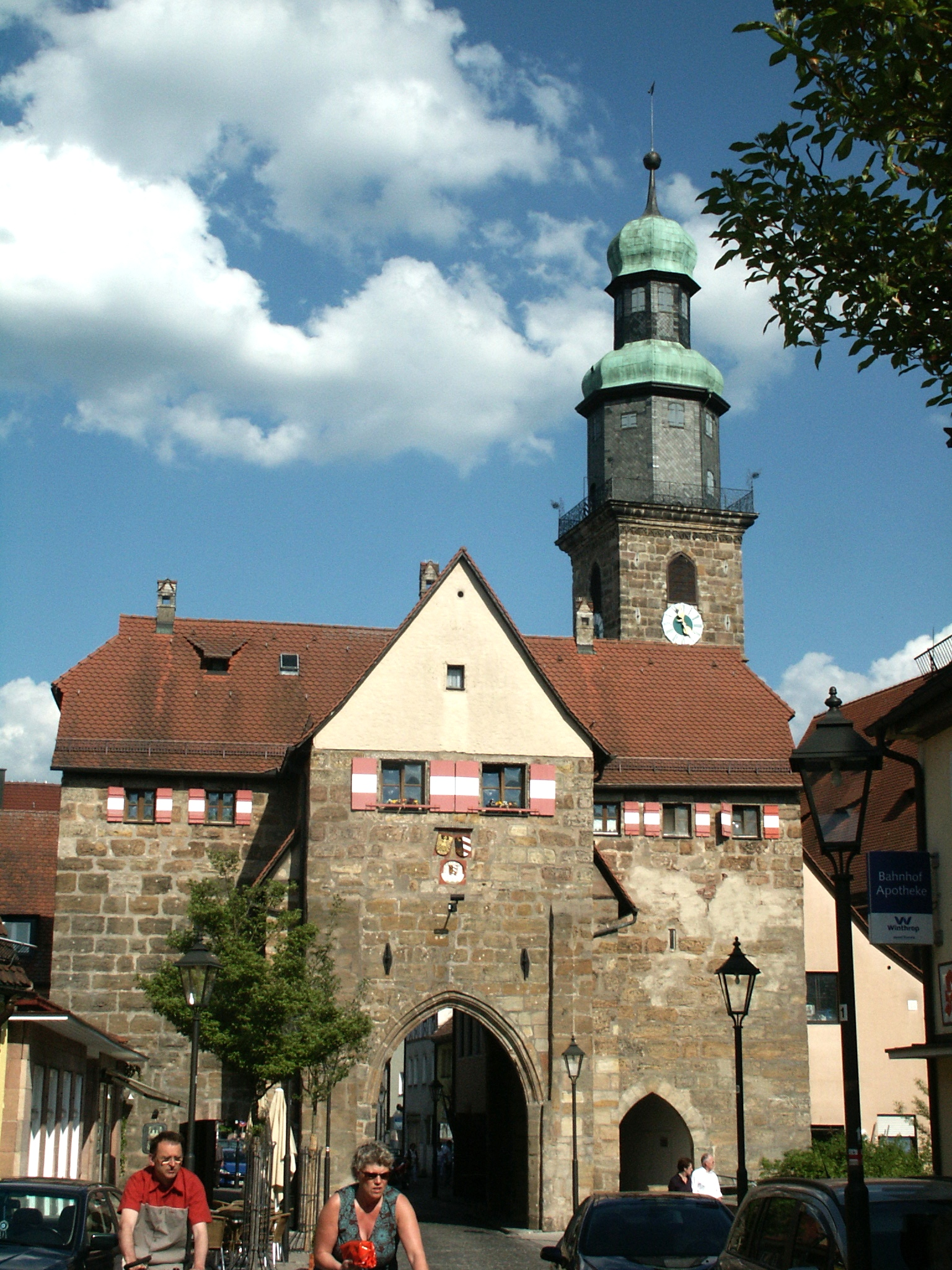
Nürnberger Tor
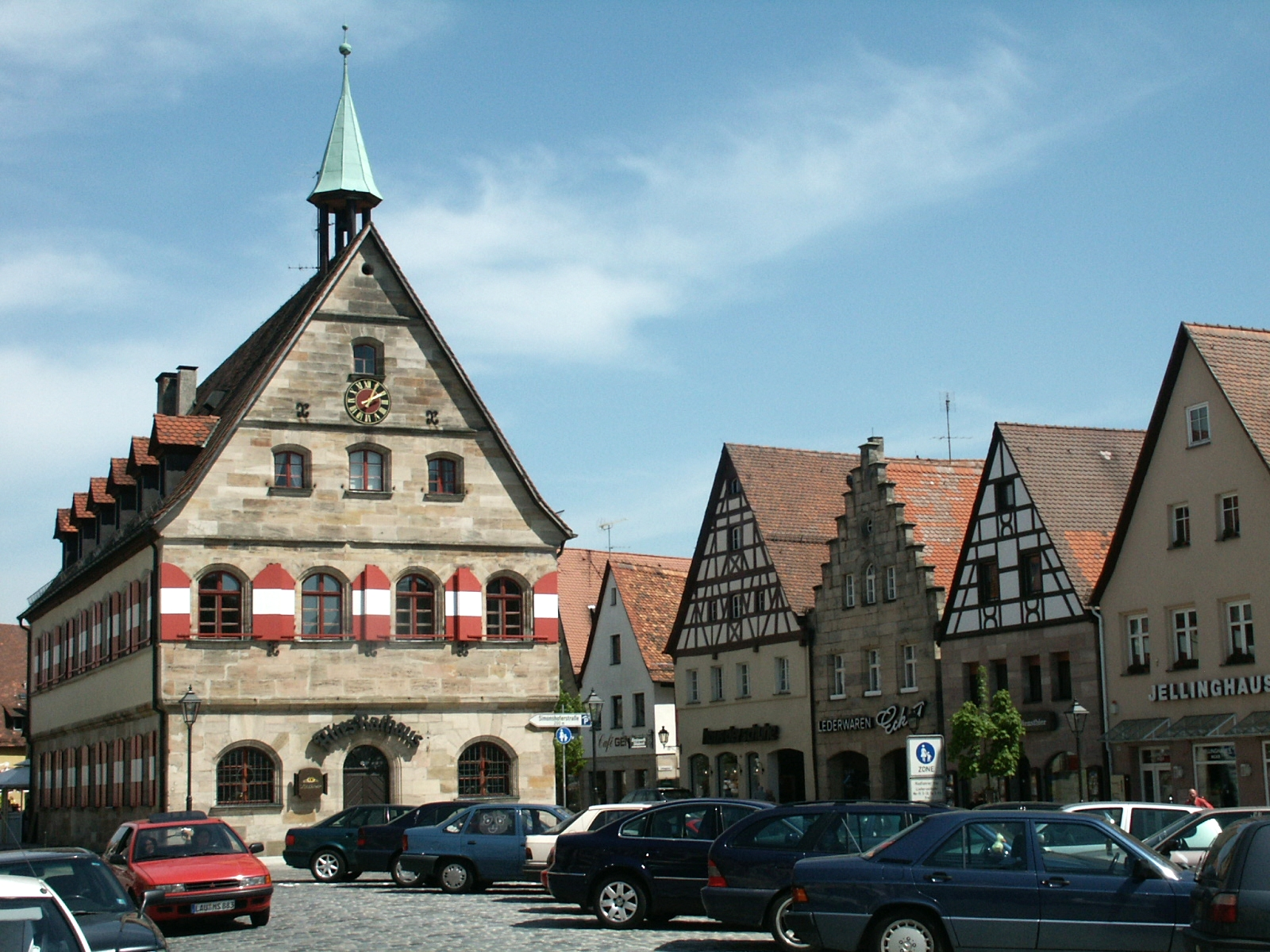
Voormalig raadhuis
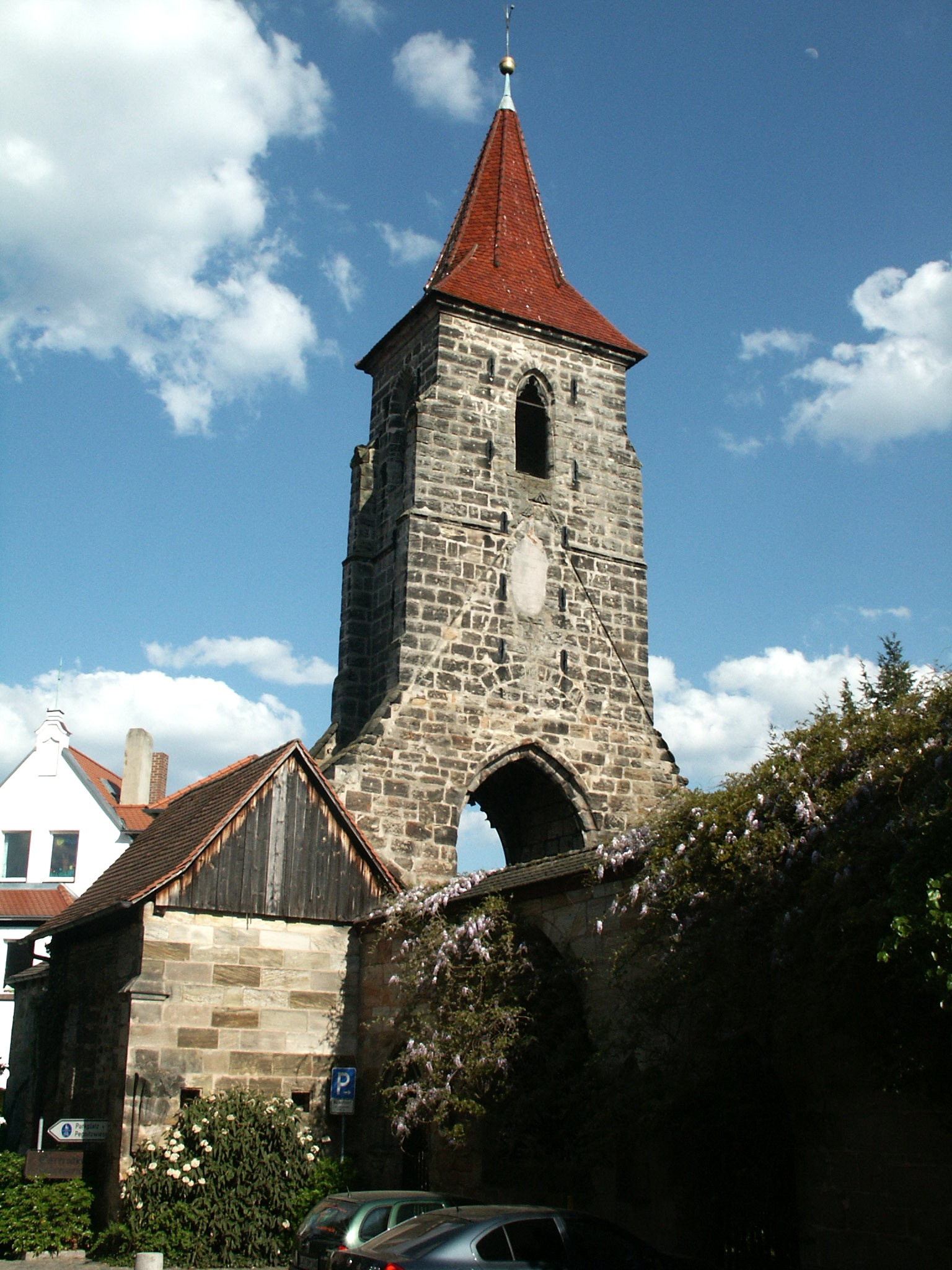
Spitalkirche
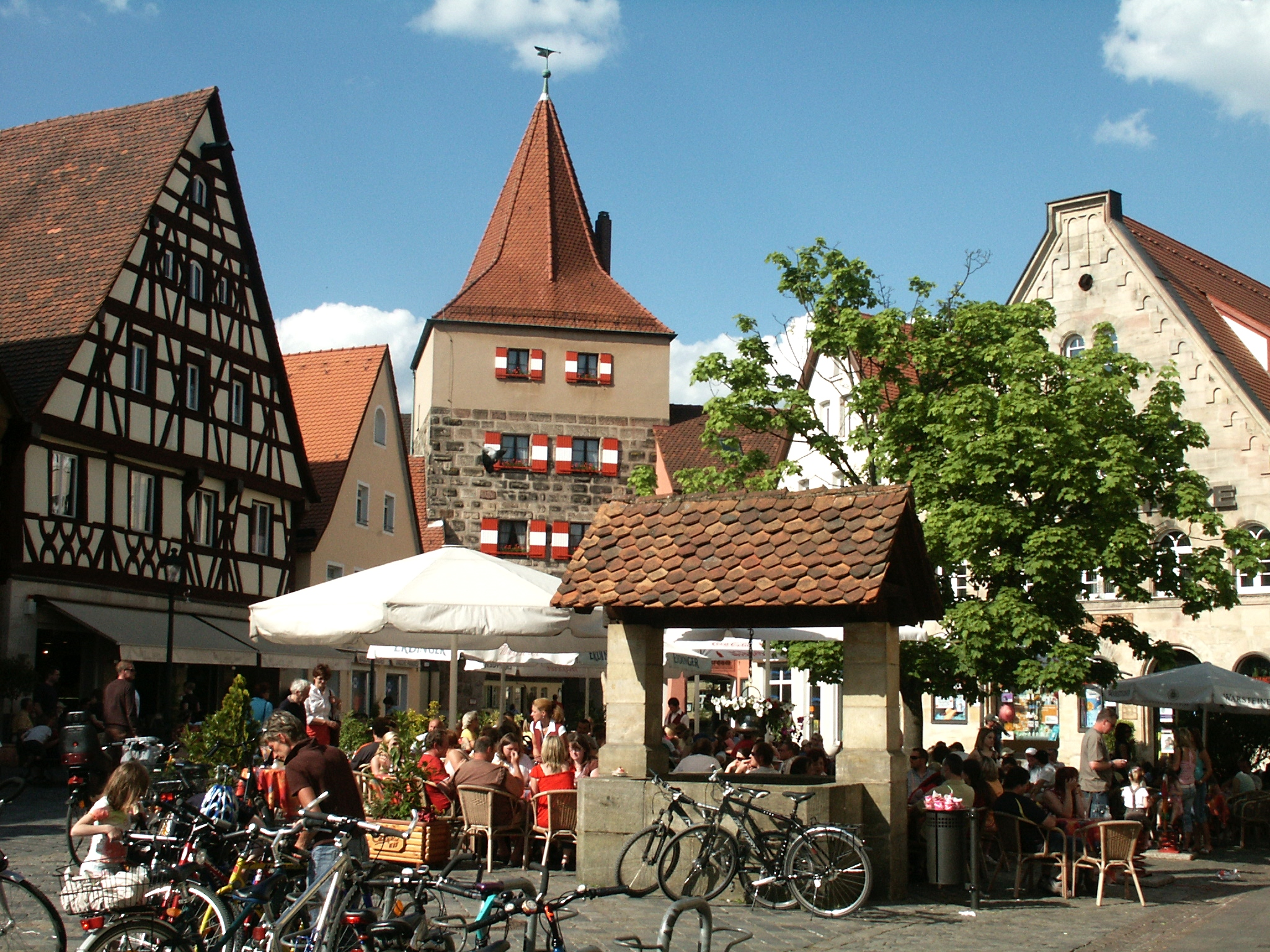
Hersbrucker Tor

## Stadsdelen
| - Beerbach - Bullach - Dehnberg - Egelsee - Gaisreuth - Günthersbühl - Heuchling - Höflas - Hub - Kohlschlag - Kotzenhof | - Kuhnhof - Lauf (links der Pegnitz) - Lauf (rechts der Pegnitz) - Letten - Nessenmühle - Neunhof - Nuschelberg - Oedenberg - Rudolfshof - Schönberg - Seiboldshof | - Simmelberg - Simonshofen - St. Kunigunda - Steinbruch (Neubaugebiet) - Tauchersreuth - Veldershof - Vogelhof - Weigenhofen - Wetzendorf - Ziegelhütte |

## Bekende personen

### Woonachtig
- Veniamin Symeonidis, Grieks darter

Alfeld ·
Altdorf b.Nürnberg ·
Burgthann ·
Engelthal ·
Feucht ·
Happurg ·
Hartenstein ·
Henfenfeld ·
Hersbruck ·
Kirchensittenbach ·
Lauf a.d.Pegnitz ·
Leinburg ·
Neuhaus a.d.Pegnitz ·
Neunkirchen a.Sand ·
Offenhausen ·
Ottensoos ·
Pommelsbrunn ·
Reichenschwand ·
Röthenbach a.d.Pegnitz ·
Rückersdorf ·
Schnaittach ·
Schwaig b.Nürnberg ·
Schwarzenbruck ·
Simmelsdorf ·
Velden ·
Vorra ·
Winkelhaid